# Alonso Cano
|  | No s'ha de confondre amb Alfonso Cano. |

Alonso Cano (Granada, 19 de febrer de 1601 - 3 de setembre de 1667) va ser un pintor, escultor i arquitecte espanyol. És considerat un dels artistes més complets del Segle d'Or espanyol. Va estudiar amb el seu pare, Miguel Cano i després al taller de Pacheco, on coincidí amb Diego Velázquez.

## Biografia

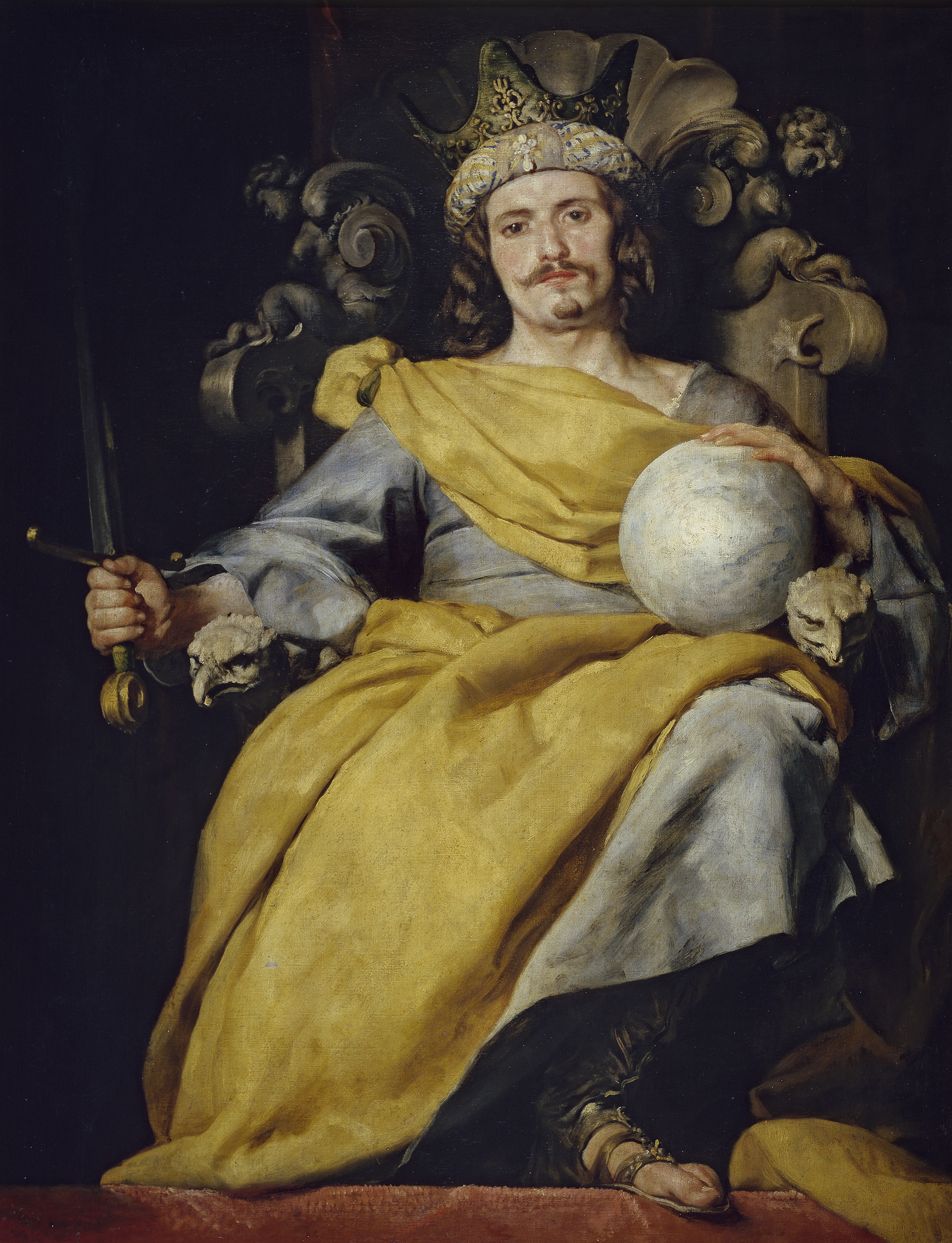
Rei d'Espanya, un dels llenços d'Alonso Cano al Museu del Prado

El seu pare, Miguel Cano Pacheco, era un prestigiós assemblador de retaules d'origen manxec. Al costat d'ell i la seva mare, la villarrobletana professora de dibuix María Almansa Pacheco, Alonso va aprendre les primeres nocions de dibuix arquitectònic i d'imatgeria, arribant a col·laborar aviat en els encàrrecs del seu pare, car molt aviat els seus progenitors van començar a descobrir el seu enorme talent.
El 1614 la família es trasllada a Sevilla, on aprèn pintura de la mà del mestre de Velázquez, Francisco Pacheco, i escultura amb Juan Martínez Montañés. El 1624, dos anys abans d'obtenir el títol de Mestre Pintor, realitza el seu primer quadre, un Sant Francesc de Borja amb l'empremta de Pacheco. Va ser durant diversos anys company de Velázquez.
Les seves obres són una barreja entre el manierisme italià i el Barroc. Els són del més destacat de la seva obra. En una època en què dominava el tenebrisme, ell va ser capaç de ser colorista en els seus treballs, com Zurbarán, Sánchez Cotán i Juan Bautista Mayno.
La seva primera esposa, Maria de Figueroa, va morir el 1627, pel que sembla durant un part. Es casà de nou el 1631, aquesta vegada amb Magdalena de Uceda.
El 1629 va fer la seva obra més gran, el Retaule de l'Altar Major de l'Església de Santa Maria de Lebrija (Sevilla). Altres de les seves pintures destacades són Miracle del Pou i Retaule de l'Infant Jesús de la Catedral de Getafe.
A principis de 1638 es va traslladar a Madrid, on gràcies a la intervenció de Velázquez, el comte-duc d'Olivares el va nomenar pintor de cambra. Va estar de pas per la cort madrilenya, on va tenir contacte amb les col·leccions reals i la pintura veneciana del segle xvi.
Com a escultor, les seves obres més famoses són el retaule de la Mare de Déu de l'Oliva a l'església de Lebrija, i les figures colossals de Sant Pere i Sant Pau.
Com imatger Cano ha deixat nombroses obres, entre les quals destaca la seva coneguda Immaculada, del faristol de la Catedral de Granada, obra mestra realitzada el 1655 en fusta policromada de tot just 50 cm d'alçada, que per la seva finor i virtuosisme aviat va ser traslladada a la Sagristia, per protegir-la millor i alhora afavorir-ne la contemplació.
A Sevilla va fer una altra de les seves obres importants, la Immaculada Concepció que es venera a l'Església de San Julián, una escultura en fusta policromada d'1,41 m d'alçada.
El 1644 la seva dona va morir assassinada, per la qual cosa, Alonso va ser acusat d'assassinat i ser fins i tot torturat, tot i que no se'l va poder condemnar, en haver-se demostrat que era innocent. Va fugir a València amb la intenció de fer-se monjo.
El 1652 va marxar cap a Granada on va obtenir el càrrec de racioner de la Catedral, gràcies a la col·laboració de Felip IV de Castella. Allà va completar la decoració de la Capella Major. No obstant això va tenir constants enfrontaments amb els canonges d'allà i va haver de tornar a Madrid, Amb suport reial, va aconseguir tornar poc després ser mestre major de la Catedral, tot i que al cap de poc d'aquest nomenament, va morir. Va ser enterrat a la cripta de la mateixa Catedral.
Durant tota la seva vida fou un busca-raons i els duels van estar sempre a l'ordre del dia. Tot i guanyar grans quantitats de diners, sempre va estar endeutat, arribant a trepitjar la presó, la Carcel de Deudores, encara que el seu amic Juan del Castillo va pagar els deutes.

## Obres
Aquesta és una llista d'obres parcial d'Alonso Cano.

### Pintura
| Títol                                                    | Any        | Localització                                                | Material       | Dimensions   | Autoria i atribucions                                                                                                   | Imatge |
| -------------------------------------------------------- | ---------- | ----------------------------------------------------------- | -------------- | ------------ | --- | ------ |
| Immaculada Concepció                                     | 1618-1620  | Centro de Investigaciones Diego Velázquez Sevilla           | oli sobre tela |              | Atribució incerta; també s'atribueix a Diego Velázquez.                                                                 |        |
| Santa Agnès                                              | 1631-1637  | Kaiser Friedrich Museum Berlín                              | oli sobre tela | 114 x 93 cm  | Procedent de Santa Ana (Sevilla), fou destruïda el 1945. N'hi ha una còpia fidel en una col·lecció particular de París. |        |
| Sant Joan Evangelista                                    | 1636       | Musée du Louvre París                                       | oli sobre tela | 53 x 35 cm   | Prové del retaule de Sant Joan del monestir de monges jerònimes de Santa Paula (Sevilla).                               |        |
| Sant Isidre i el miracle del pou                         | 1638 –1640 | Museo del Prado Madrid                                      | oli sobre tela | 216 x 149 cm | Per al retaule major de Santa María de la Almudena (Madrid).                                                            |        |
| Mare de Déu amb el Nen o Mare de Déu de l'estel del matí | 1645 –1652 | Museo de Bellas Artes Granada (dipòsit del Museo del Prado) | oli sobre tela | 156 x 100 cm | |        |
| Crist mort sostingut per un àngel                        | 1646-1652  | Museo del Prado Madrid                                      | oli sobre tela | 137 x 100 cm | Per al convent dels caputxins de Toledo.                                                                                |        |
| Crist mort sostingut per un àngel                        | 1646-1652  | Museo del Prado Madrid                                      | oli sobre tela | 178 x 121 cm | Prové de la col·lecció del Marqués de La Ensenada.                                                                      |        |
| Baixada de Crist al llimb                                | 1646-1653  | Los Angeles County Museum Los Angeles                       | oli sobre tela | 168 x 121 cm | Per al convent dels caputxins de Toledo.                                                                                |        |
| Crist lligat a la columna                                | 1650 ca.   | Muzeul Național de Artă al României Bucarest                | oli sobre tela | 150 x 107 cm | Fins al 1948, al castell Peles de Sinaia.                                                                               |        |
| Visitació de Maria a Elisabet                            | 1652 –1664 | Catedral. Capilla Mayor Granada                             | oli sobre tela | 451 x 252 cm | Del cicle de set pintures per a la capella major.                                                                       |        |
| Visió de Sant Bernat                                     | 1658 –1660 | Museo del Prado Madrid                                      | oli sobre tela | 267 x 185 cm | Per al convent dels caputxins de Toledo.                                                                                |        |

### Escultura
| Títol                   | Any  | Localització                                      | Material          | Dimensions   | Comentaris | Imatge |
| ----------------------- | ---- | ------------------------------------------------- | ----------------- | ------------ | --- | ------ |
| Immaculada del faristol | 1655 | Catedral de Granada. Sagristia Granada            | Fusta policromada | 49,5 cm      | Per al faristol del cor de la seu; traslladada a la Sagristia per a millor conservar-la i poder-la contemplar |        |
| Sant Joan Baptista      | 1634 | Museo Nacional Colegio de San Gregorio Valladolid | Fusta policromada | 55,5 × 40 cm | Procedeix de l'església de San Juan de Palma (Sevilla)                                                        |        |

### Arquitectura
| Edifici                                     | Anys en construcció                                                                  | Localització | Imatge |
| ------------------------------------------- | ------------------------------------------------------------------------------------ | ------------ | ------ |
| Arc de triomf de la Puerta de Guadalajara   | 1649 Desaparegut: arc efímer per a l'entrada en Madrid de la reina Mariana d'Àustria | Madrid       |        |
| Intervenció en les obres de l'Hospital Real | 1658 ca.                                                                             | Granada      |        |
| Església de l'Ángel Custodio                | 1653-1661; enderrocada en 1810                                                       | Granada      |        |
| Església de Santa María Magdalena           | 1677-1694; construïda per Juan Luis Ortega                                           | Granada      |        |
| Façana principal de la Catedral de Granada  | 1667-1717; construïda per José Granados de la Barrera i Melchor d'Aguirre            | Granada      |        |